# Private Eyes
Private Eyes ist eine kanadische Fernsehserie, die am 26. Mai 2016 Premiere hatte. Nach eineinhalb Staffeln wurde die auf dem Roman The Code des Autors Gare (alias G. B.) Joyce basierende Serie (The Code war auch der Entwicklungstitel der Serie) vom ausstrahlenden Sender Global um eine dritte Staffel verlängert.
Die deutschsprachige Erstausstrahlung erfolgte ab dem 16. Juli 2018 bei 13th Street. Im Juni 2021 gab Global TV bekannt, dass die Serie mit der fünften Staffel enden wird.

## Inhalt
Matt „Shadow“ Shade, ein ehemaliger Profi-Eishockeyspieler, tut sich mit der Privatdetektivin Angie Everett zusammen, um einen Fall zu lösen, nachdem die Karriere eines seiner Schützlinge sabotiert worden ist. Während der Ermittlungen findet er Gefallen am Lösen von Fällen und steigt in Everetts Detektei in Toronto ein.

## Besetzung
Die deutschsprachige Synchronisation der Serie erfolgt bei der Rainer Brandt Filmproduktions GmbH, Berlin unter Dialogregie von Erik Paulsen nach einem Dialogbuch von Angelika Brötzmann und Paulsen.

### Hauptrollen
| Rolle         | Schauspieler    | Synchronsprecher |
| ------------- | --------------- | ---------------- |
| Matt Shade    | Jason Priestley | Jaron Löwenberg  |
| Angie Everett | Cindy Sampson   | Gundi Eberhard   |

### Nebenrollen
| Rolle                               | Schauspieler    | Synchronsprecher                                             |
| ----------------------------------- | --------------- | ------------------------------------------------------------ |
| Don Shade, Matts Vater              | Barry Flatman   | Hans-Eckart Eckhardt (1. Stimme) Jürgen Kluckert (2. Stimme) |
| Juliet „Jules“ Shade, Matts Tochter | Jordyn Negri    | Zalina Sanchez                                               |
| Detective Derek Nolan               | Clé Bennett     | Dennis Schmidt-Foß                                           |
| Detective Kurtis Mazhari            | Ennis Esmer     | Sebastian Christoph Jacob                                    |
| Becca D’Orsay, Matts Exfrau         | Nicole de Boer  | Sabine Falkenberg                                            |
| Melanie Parker                      | Bree Williamson | Cathlen Gawlich                                              |
| Dr. Ken Graham                      | Mark Ghanimé    | Till Endemann                                                |
| Zoe Chow, Sekretärin (ab Staffel 2) | Samantha Wan    | Lina Rabea Mohr                                              |
| Shona Clement                       | Sharon Lewis    | Katrin Zimmermann (1. Stimme) Claudia Gáldy (2. Stimme)      |

### Gäste
| Rolle                       | Schauspieler       | Synchronsprecher |
| --------------------------- | ------------------ | ---------------- |
| Nora Everett, Angies Mutter | Mimi Kuzyk         | Arianne Borbach  |
| Ben Fisk                    | Adam Copeland      | Matti Klemm      |
| Norm Glinski                | William Shatner    | Rainer Brandt    |
| Jen                         | Charlotte Arnold   | Carmen Katt      |
| er selbst                   | Doug Gilmour       |                  |
| er selbst                   | Daniel Negreanu    |                  |
| er selbst                   | Kardinal Offishall | Roman Wolko      |